# الکساندر رادویویچ
الکساندر رادویویچ (سیریلیک صربی: Александар Радојевић؛ زادهٔ ۸ اوت ۱۹۷۶) بازیکن بسکتبال اهل بوسنی و هرزگوین است.

## حرفه
از باشگاه‌هایی که در آن بازی کرده‌است می‌توان به یوتا جاز، تورنتو رپترز، و باشگاه بسکتبال الریاضی بیروت اشاره کرد.